# Juan Antonio Pagés
Juan Antonio Pagés (San Juan de Vilasar, cerca de Mataró, provincia de Barcelona, 17 de enero de 1825 - 1851) poeta y escritor español del Romanticismo.

## Biografía
De familia humilde de jornaleros, a los siete años una terrible enfermedad casi terminó con su vida y le dejó una constitución débil. A los ocho se trasladó con su familia a Igualada, donde se formó con los escolapios. Posteriormente marcharon a Barcelona y un sacerdote, deslumbrado por los talentos naturales del chico, entre los que sobresalía una portentosa memoria, persuadió a sus padres para que le dieran una instrucción especial en el Seminario de la ciudad; continuó sus estudios en la universidad los dos últimos años de filosofía y ganó el premio extraordinario. Se mantuvo dando conferencias en latín, lengua que había aprendido a hablar en solo un año. Buscó una plaza de escribiente en la universidad, en la que permaneció nueve años, y estudió las carreras de Leyes y de Literatura, esta última como alumno libre. 
Entabló amistad con un joven tísico amante de la poesía y los dos publicaron en La Mariposa sus primeros textos; falleció su amigo, dejándolo muy deprimido. Siguió escribiendo en El Genio y en El Trovador, semanario este último que llegó a dirigir, publicando poemas y escritos filosóficos. Se suicidó apuñalándose en 1851.
Un año después su hermano, Francisco Pagés, con ayuda de sus amigos, reunió y dio a luz póstumo, por suscripción, un volumen con sus poesías y ensayos filosóficos. La poesía es de gran calidad, a juicio de Russell P. Sebold, principal estudioso de la misma; toda su vida luchó por mitigar unas aspiraciones infinitas y fue atormentado por "el asesino del hombre, el entendimiento". La prosa incluye un "Juicio crítico del poeta Calderón de la Barca", los ensayos "Origen, carácter y tendencias de la moderna literatura francesa" y "La poesía como expresión del hombre moral" y los trabajos filosóficos "Nociones de psicología", "Paralelo entre la perfectibilidad indefinida y las doctrinas católicas", "Crítica de la moderna discusión religiosa", "¿Es el libre albedrío una verdad o no?" y "Orgullo, amor propio y vanidad".

## Obras
- Poesías y escritos literarios y filosóficos de Don Juan Antonio Pagés, Barcelona: Impr. y Libr. de Oliveres Hermanos, 1852.